# Höxter
Höxter é uma cidade da Alemanha, capital do distrito homónimo, na região administrativa de Detmold, estado da Renânia do Norte-Vestfália.
Höxter fica nas margens do rio Weser e é conhecida pelo seu centro histórico, com casas de madeira, e pela clínica Weserberglandklinik.
A apenas 2 km da cidade fica a abadia de Corvey, onde se encontra o túmulo do poeta alemão Hoffmann von Fallersleben, autor de «Deutschlandlied».

## Localidades
- Albaxen
- Bosseborn
- Bödexen
- Brenkhausen
- Bruchhausen
- Fürstenau
- Godelheim
- Lüchtringen
- Lütmarsen
- Ottbergen
- Ovenhausen
- Stahle

## Cidades geminadas
Höxter está geminada com Corbie, do departamento francês de Somme, na Picardia, desde 1963.